# جانسون (آهنگساز)
جانسون (انگلیسی: Johnson؛ ۲۶ مارس ۱۹۵۳ – ۱۸ اوت ۲۰۱۱ india) یک موسیقی‌دان اهل هند بود. وی بین سال‌های ۱۹۷۸ تا ۲۰۱۱ میلادی فعالیت می‌کرد.

## فیلم‌شناسی
- ایزابلا
- بستنی
- عکاس
- گل‌مور
- فوتبال
- کمیاب
- معنی